# Тонконіг неплідний
Тонконіг неплідний (Poa sterilis) — вид трав'янистих рослин з родини злакові (Poaceae), поширений у південній і південно-східній Європі, західній і південно-західній Азії.

## Опис
Багаторічна рослина 15–50(80) см заввишки. Волоть стисла, мало-колоскова, нижні її гілочки зібрані по 1–3. Кореневища витягнуті. Листки переважно прикореневі. Лігули 1.5–3 мм завдовжки. Листові пластини плоскі або звивисті; 3–15 см завдовжки, 1–2 мм шириною; листові поверхні гладкі або шершаві; краї шершаві; верхівки загострені. Волоть відкрита, ланцетна, 7–15 см завдовжки, несе кілька колосків. Пиляків 3; 1.5–2.5 мм завдовжки.

## Поширення
Поширений у південній і південно-східній Європі (Молдова, Росія, Україна, Румунія), західній і південно-західній Азії (Туреччина, Грузія, Афганістан, Іран, Ірак, Сирія, пн.-зх. Індія, зх. Пакистан).
В Україні вид зростає на кам'янистих відслоненнях, у сухих світлих лісах, на яйлах — у південному Криму, горах Криму, зазвичай; в передгір'ях Криму, Кримському Лісостепу і Степу, рідше. Поза Кримом відомо кілька місць у Правобережному Степу (Херсонська обл.).